# Bradypodion
Bradypodion – rodzaj jaszczurek z rodziny kameleonowatych (Chamaeleonidae).

## Zasięg występowania
Rodzaj obejmuje gatunki występujące w południowej Afryce (Mozambik, Eswatini i Południowa Afryka).

## Systematyka

### Etymologia
- Bradypodion (Bradypodium): gr. βραδυς bradus „powolny”[8]; ποδιον podion „nóżka”, od zdrobnienia πους pous, ποδος podos „stopa, noga”[9].
- Lophosaura: gr. λοφος lophos „grzebień, czub”[10]; σαυρος sauros „jaszczurka”[11]. Gatunek typowy: Lacerta pumila Gmelin, 1789.
- Microsaura: gr. μικρος mikros „mały”[12]; σαυρος sauros „jaszczurka”[11]. Gatunek typowy: Microsaura melanocephala Gray, 1865.

### Podział systematyczny
Do rodzaju należą następujące gatunki:

- Bradypodion atromontanum Branch, Tolley & Tilbury, 2006
- Bradypodion barbatulum Tolley, Tilbury & Burger, 2022
- Bradypodion baviaanense Tolley, Tilbury & Burger, 2022
- Bradypodion caeruleogula Raw & Brothers, 2008
- Bradypodion caffrum (Boettger, 1889)
- Bradypodion damaranum (Boulenger, 1887) – karleon knysnański[13]
- Bradypodion dracomontanum Raw, 1976
- Bradypodion gutturale (Smith, 1849)
- Bradypodion kentanicum (Hewitt, 1935)
- Bradypodion melanocephalum (Gray, 1865)
- Bradypodion nemorale Raw, 1978
- Bradypodion ngomeense Tilbury & Tolley, 2009
- Bradypodion occidentale (Hewitt, 1935)
- Bradypodion pumilum (Gmelin, 1789) – kameleon żyworodny[14]
- Bradypodion setaroi Raw, 1976
- Bradypodion taeniabronchum (Smith, 1831)
- Bradypodion thamnobates Raw, 1976
- Bradypodion transvaalense (FitzSimons, 1930)
- Bradypodion ventrale (Gray, 1845)
- Bradypodion venustum Tolley, Tilbury & Burger, 2022

## Ochrona
Wszystkie gatunki z tego rodzaju zostały objęte konwencją waszyngtońską  CITES (załącznik II).